# Lycée Lakanal
A Lycée Lakanal állami középiskola Sceaux-ban, Hauts-de-Seine-ben, Franciaországban, a párizsi nagyvárosi körzetben. Nevét Joseph Lakanal francia politikusnak, a Francia Intézet alapító tagjának köszönheti. Az iskola középiskolai és alapképzést is kínál, magas szintű előkészítő osztályokat. Híres francia tudósok és írók végeztek itt, többek között Jean Giraudoux, Alain-Fournier és Frédéric Joliot-Curie.
Számos öregdiák csatlakozott a grandes écoles-hez, köztük a HEC Paris.

## Ismert diákok
- Maurice Allais (1911–2010), közgazdász
- Robert Bresson (1901–1999), transzcendentális filmrendező
- Gérard Genette (1930–2018), irodalomtudós
- Cédric Klapisch (*1961), filmrendező

## Fordítás
- Ez a szócikk részben vagy egészben  a   Lycée Lakanal című angol Wikipédia-szócikk ezen változatának fordításán alapul.  Az eredeti cikk szerkesztőit annak laptörténete sorolja fel. Ez a jelzés csupán a megfogalmazás eredetét és a szerzői jogokat jelzi, nem szolgál a cikkben szereplő információk forrásmegjelöléseként.